# علي عبد العزيز (لاعب إسكواش)
ألي عبد الـ عزيز هو لاعب إسكواش مصري، ولد في 1 أكتوبر 1947 في الإسكندرية في مصر.

## وصلات خارجية
- ألي عبد الـ عزيز على موقع SquashInfo.com (الإنجليزية)